# Humbercamps
Humbercamps ist eine französische Gemeinde mit 219 Einwohnern (Stand 1. Januar 2022) im Département Pas-de-Calais in der Region Hauts-de-France. Sie gehört zum Arrondissement Arras, zum Kanton Avesnes-le-Comte und zum Gemeindeverband Campagnes de l’Artois.

## Lage
Die Gemeinde Humbercamps liegt am Südostrand des Artois, 17 Kilometer südwestlich von Arras. Nachbargemeinden von Humbercamps sind La Cauchie im Norden, Bailleulmont im Nordosten, Pommier im Südosten, Saint-Amand im Südwesten sowie La Herlière im Nordwesten.

## Bevölkerungsentwicklung
| Jahr                       | 1962 | 1968 | 1975 | 1982 | 1990 | 1999 | 2006 | 2012 | 2022 |
| -------------------------- | ---- | ---- | ---- | ---- | ---- | ---- | ---- | ---- | ---- |
| Einwohner                  | 256  | 262  | 240  | 254  | 266  | 251  | 233  | 232  | 219  |
| Quellen: Cassini und INSEE |      |      |      |      |      |      |      |      |      |

## Sehenswürdigkeiten
- Kirche Saint-Barthélemy
- Soldatengräber des Ersten Weltkrieges auf dem Gemeindefriedhof

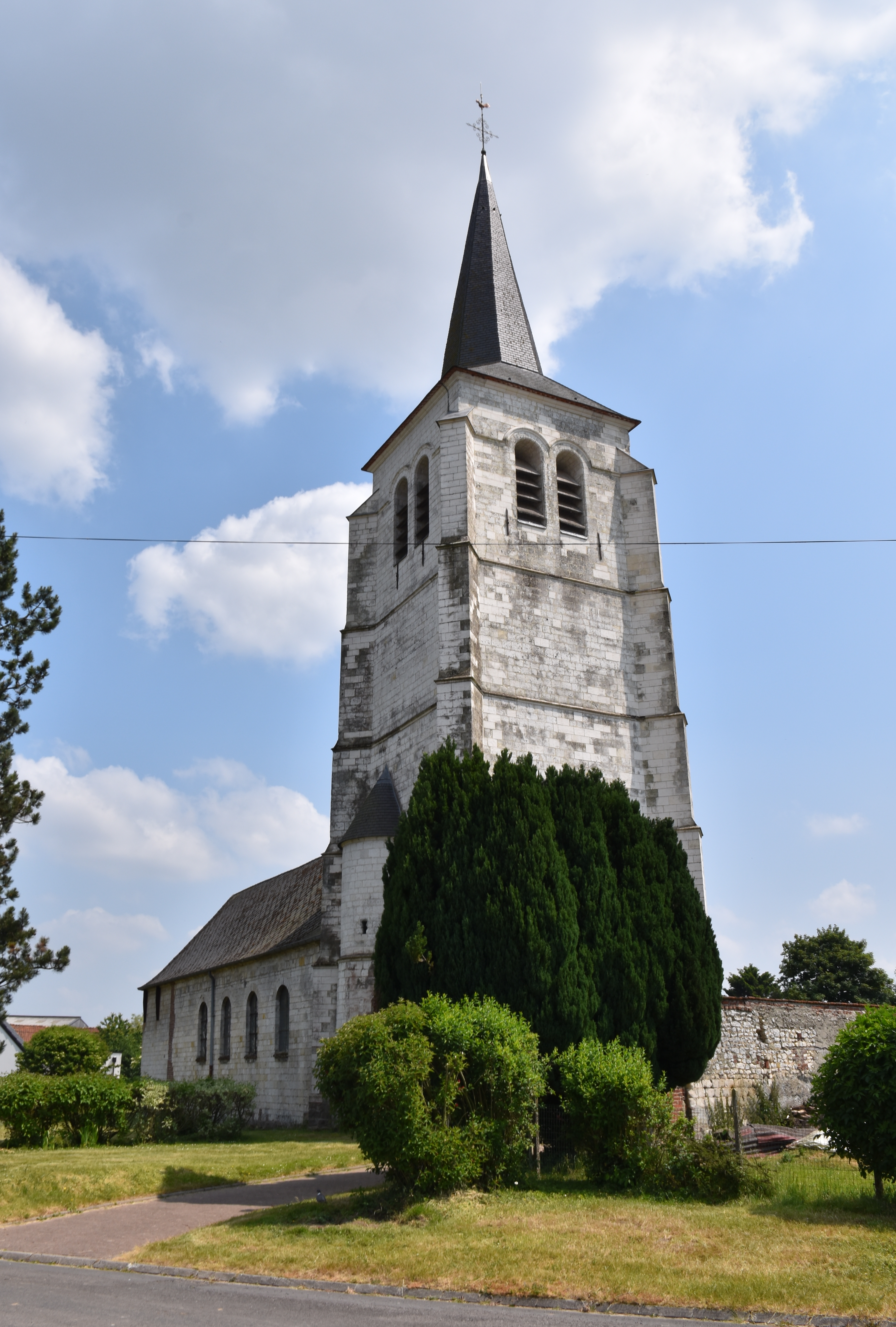
Kirche Saint-Barthélemy
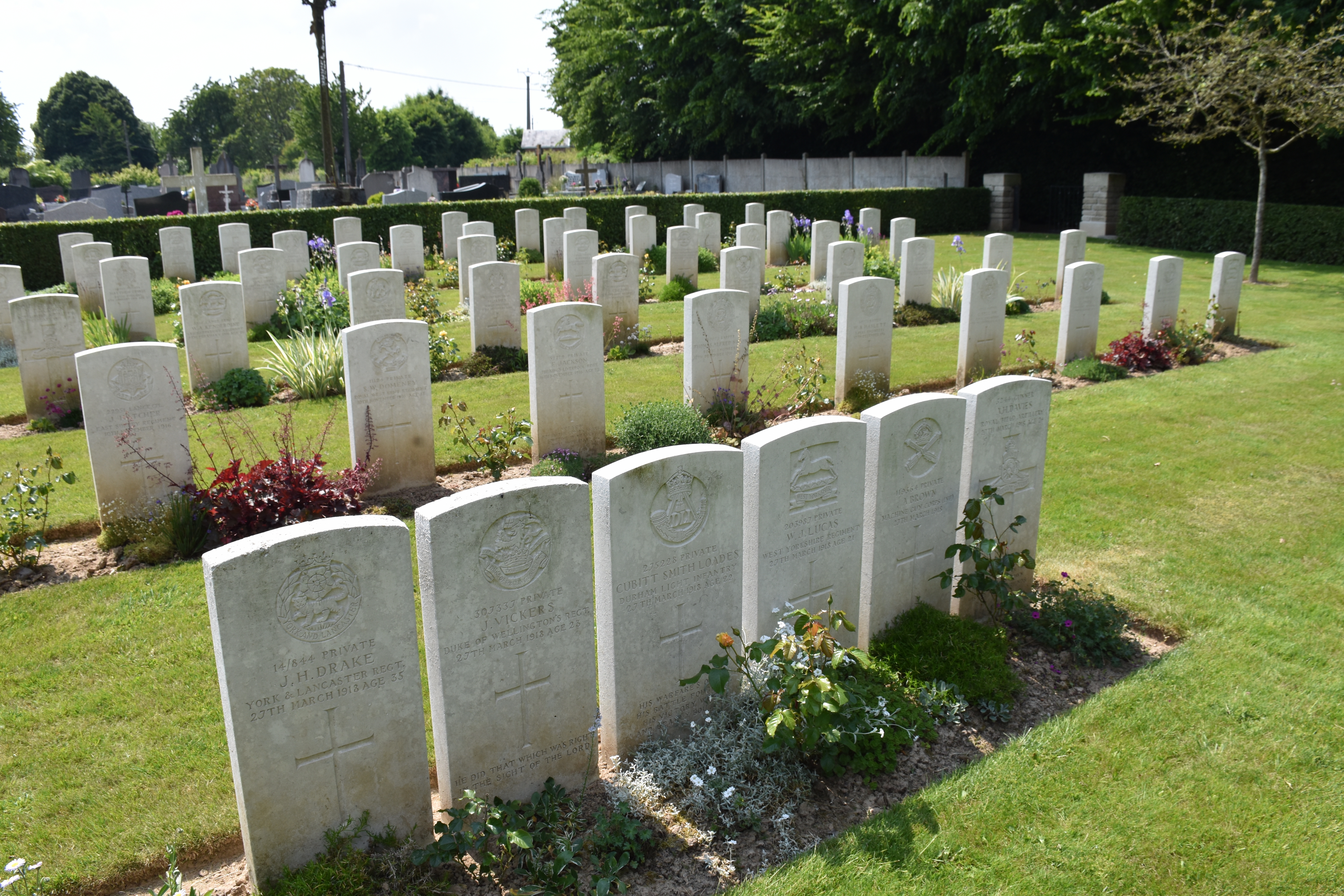
Soldatengräber